# Hormona estimulante de melanocitos
Las hormonas estimulantes de melanocitos (MSH) o melanotropinas son un tipo de hormonas peptídicas encargadas de estimular la producción de melanocitos en los vertebrados. Fueron aisladas por Aaron B. Lerner de la Universidad de Yale. Se han desarrollado e investigado también, análogos sintéticos de estas hormonas.

## Estructura
| α-MSH:           | Ac-Ser-Tyr-Ser-Met-Glu-His-Phe-Arg-Trp-Gly-Lys-Pro-Val                                  |
| β-MSH (humana):  | Ala-Glu-Lys-Lys-Asp-Glu-Gly-Pro-Tyr-Arg-Met-Glu-His-Phe-Arg-Trp-Gly-Ser-Pro-Pro-Lys-Asp |
| β-MSH (porcina): | Asp-Glu-Gly-Pro-Tyr-Lys-Met-Glu-His-Phe-Arg-Trp-Gly-Ser-Pro-Pro-Lys-Asp                 |
| γ-MSH:           | Tyr-Val-Met-Gly-His-Phe-Arg-Trp-Asp-Arg-Phe-Gly                                         |

## Función
Son producidas por la parte intermedia de la hipófisis (lóbulo medio) que está atrofiada en el humano y más desarrollada en los otros animales. Quizás provocan el celo en vertebrados primitivos y por ello, entre otros cambios, inducen el cambio de color en la piel indicando celo a otros individuos de la misma especie y raza. 
La hormona estimulante de melanocitos o (MSH) en el hombre actúa sobre los melanocitos, asociados con el cambio de color en la piel. La hormona es segregada en el lóbulo intermedio de la glándula pituitaria o hipófisis. A través de la sangre llega hasta los melanocitos, células que se encuentran en la capa externa de la piel, epidermis, y que sintetizan la melanina, una molécula de pigmento que produce pigmentación en la piel. Un déficit en producción de melanina, por diversos mecanismos llamado albinismo.